# Luigi Majno
Luigi Majno (Gallarate, 21 giugno 1852 – Milano, 9 gennaio 1915) è stato un giurista e politico italiano.

## Biografia

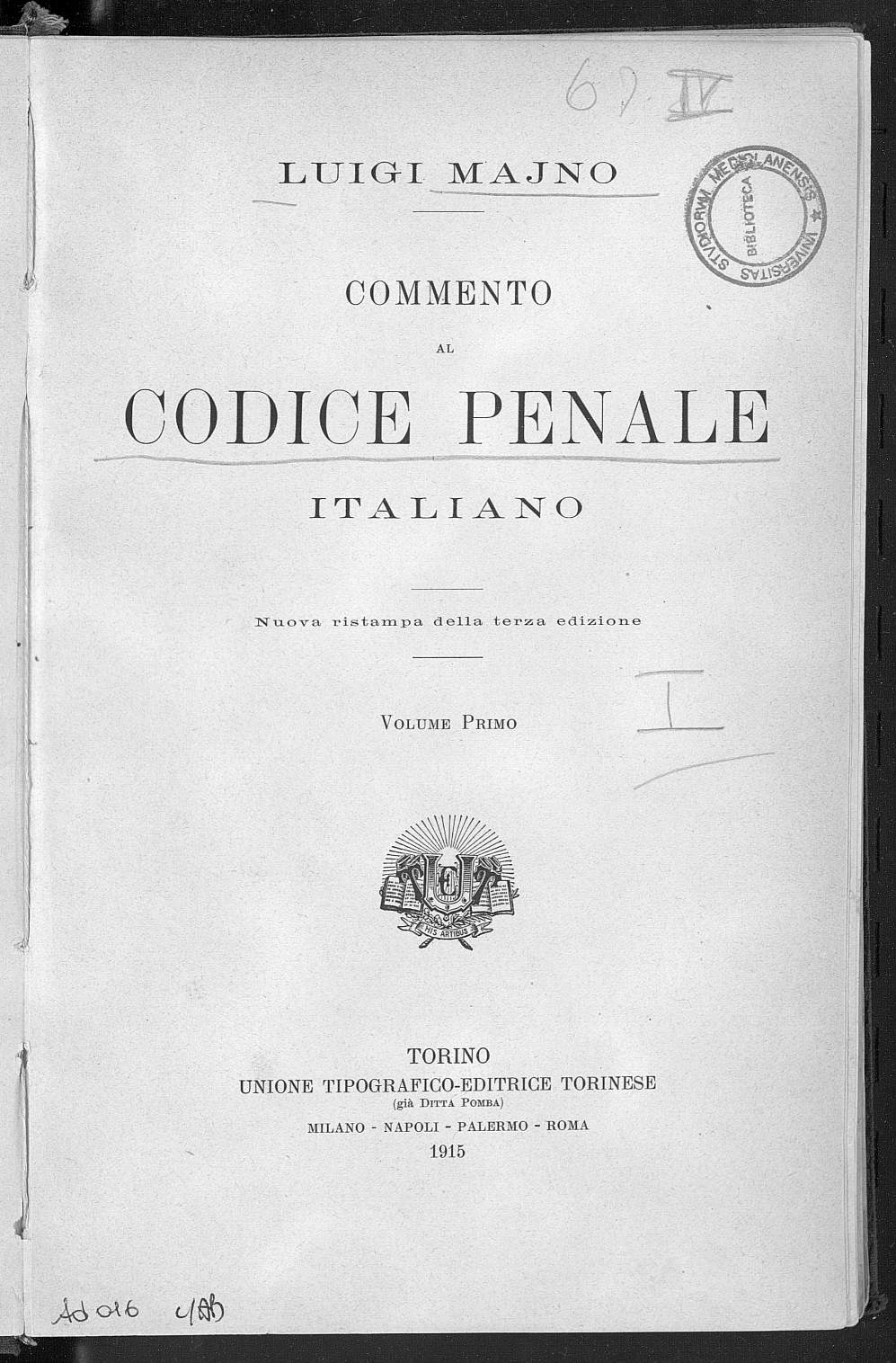
Commento al codice penale italiano, 1915

Figura di spicco della cultura milanese della fine del XIX secolo, dal 1889 al 1894 fu docente di diritto e procedura penale all'Università di Pavia. Avvicinatosi al movimento socialista ed in particolare alla corrente di Filippo Turati, dal 1900 al 1904 fu deputato socialista al Parlamento nazionale per la XXI legislatura.
Fu per molti anni presidente della Società Umanitaria, rettore dell'Università commerciale Luigi Bocconi, assessore all'istruzione del comune di Milano, prosindaco di Milano e presidente dell'Ordine degli Avvocati milanesi.
Insieme alla moglie Ersilia Bronzini fu promotore di molte iniziative di carattere sociale, fra le quali il sostegno alla fondazione della Clinica del Lavoro (l'attuale Dipartimento di Medicina del lavoro dell'Università degli Studi di Milano) e, nel 1902, la fondazione di un istituto destinato all'accoglienza e al recupero di bambine e adolescenti vittime di violenze o avviate alla prostituzione intitolato alla figlia Mariuccia, morta in giovane età (il tuttora esistente Asilo Mariuccia).
Fu autore dell'ultima parte del volume VII del Codice di procedura penale commentato e autore del Commento al codice penale italiano (1890-1894). Collaborò inoltre alla redazione del Codice di procedura penale italiano del 1913.
Nel 1914, a seguito della vittoria del Partito Socialista Italiano alle elezioni amministrative di Milano, fu offerta a Majno la carica di sindaco, che egli rifiutò per il declinare delle proprie condizioni di salute.

## Riconoscimenti
Due scuole sono dedicate a suo nome: una scuola media statale a Milano e una scuola media inferiore nella città di Gallarate, città in cui gli è intitolata anche la locale Biblioteca Civica.
A Luigi Majno è intitolato un viale di circonvallazione della Cerchia dei Bastioni di Milano nelle immediate vicinanze di Porta Venezia.